# فارع المسلمي
فارع المُسْلِمِي(بالإنجليزية: Farea Al-Muslimi)‏ كاتب وناشط يمني من مديرية وصاب محافظة ذمار اليمن، مؤسس مشارك والرئيس السابق لمركز صنعاء للدراسات الاستراتيجية.

## المستوى التعليمي
حاصل على درجة البكالوريوس في السياسة العامة من الجامعة الأميركية في بيروت.

## أعماله
أبرز أعماله هو حينما ألقى خطاباً امام أعضاء الكونغرس الأمريكي ناهض فيه ضربات الطائرات الأمريكية بدون طيار في اليمن وسلط فيه الأضواء على الثمن الذي يدفعه المدنيون الأبرياء في اليمن لتلك الهجمات وشكل خطابه لاحقاً افتتاحية ابرز الصحف الأمريكية والعالمية واثر جدلاً واسعاً في أوساط المنظمات الحقوقية الأمريكية والدولية.
فارع هو رئيس سابق وأحد مؤسسي مركز صنعاء للدراسات الاستراتيجية، وزميل غير مقيم في المعهد الملكي للشؤون الدولية ـ تشاتام. كما عمل في السابق باحث زائر في كل من مؤسسة كارنيغي للسلام الدولي في بيروت ومعهد الشرق الأوسط في العاصمة الأمريكية واشنطن.

## إنجازات
- أصغر متحدث في التاريخ ألقى خطاباً أمام الكونغرس الأمريكي [بحاجة لمصدر]
- اختارته مجلة فورين بوليسي[6] ضمن قائمتها السنوية لأهم 100 شخصية في العالم للعام 2013.[7]
- ثاني أصغر شخص في العالم يصل إلى قائمة فورين بوليسي بعد الطفلة الباكستانية ملالا يوسف زي.[8]
- اختارته صحيفة الجاردين البريطانية ضمن قائمتها لأهم شخصيات الصحافة الالكترونية من حول العالم.[9]
- أختاره الأمين العام لـالأمم المتحدة بان كي مون فريق استشاري من الخبراء لإجراء دراسة مرحلية حول الشباب والسلام والأمن، وذلك وفقا قرار مجلس الأمن التابع للأمم المتحدة 2250[10]

## كتاباته
تنشر كتاباته في العديد من الصحف والمواقع الإقليمية والدولية منها:
ذي إندبندنت البريطانية ذي إندبندنت
فورين بوليسي الأمريكية
ذا ناشيونال
السفير اللبنانية
المونتر Al-Monitor
اكسزيكتف